# 菲昂伊什 (圣玛丽亚-达费拉)
菲昂伊什是葡萄牙阿威罗区的一个堂区。总面积6.58平方公里，总人口8754人，人口密度1330.4人/平方公里。